# Coppa Ciano 1934
Coppa Ciano 1934 je bila neprvenstvena dirka za Veliko nagrado v sezoni 1934. Odvijala se je 22. julija 1934 na dirkališču Montenero. 

## Poročilo

### Pred dirko
Luigi Fagioli iz moštva Mercedes-Benz je bil prijavljen na dirko, toda ni se je udeležil. Na dirki, na kateri je bil Alžirec Guy Moll iz Scuderie Ferrari edini neitalijanski dirkač, so prevladovali predvsem dirkalniki Alfa Romeo, nekaj dirkačev pa je dirkalo tudi z Maseratiji in Bugattiji. Udeležba tujih dirkačev je bila skromna predvsem, ker sta na isti dan potekali še dve dirki v Franciji, Velika nagrada Albija in Velika nagrada Dieppa.

### Dirka
Že kmalu po dirki se je začel odvijati boj med Ferrarijevimi dirkači in Taziem Nuvolarijem, ki se je edini lahko vsaj približno enakovredno kosal z njimi. Ferrarijev dirkalnik Alfa Romeo P3 je bil vseeno prehiter za Nuvolarijev Maserati 8CM, zato sta mu Achille Varzi in Moll ušla ter se srdito borila za prvo mesto. Nuvolari pa ni mogel storiti več, kot da je preprečil tretjo zaporedno trojno zmago Ferrarija s tretjim mestom, pred tretjim Ferrarijevim dirkačem, Carlom Felicejem Trossijem. Končalo se je z zmago Varzija devet sekund pred Mollom, Nuvolari pa je bil edini dirkač v deveterici uvščenih, ki ni dirkal z Alfo Romeo.

## Rezultati

### Dirka
| Poz | Št | Dirkač               | Moštvo             | Dirkalnik         | Krogi | Čas/Odstop | Št. m. |
| --- | -- | -------------------- | ------------------ | ----------------- | ----- | ---------- | ------ |
| 1   | 42 | Achille Varzi        | Scuderia Ferrari   | Alfa Romeo P3     | 12    | 2:49:52,2  | 18     |
| 2   | 44 | Guy Moll             | Scuderia Ferrari   | Alfa Romeo P3     | 12    | + 9,0 s    | 19     |
| 3   | 16 | Tazio Nuvolari       | Privatnik          | Maserati 8CM      | 12    | + 3:43,2   | 6      |
| 4   | 12 | Carlo Felice Trossi  | Scuderia Ferrari   | Alfa Romeo P3     | 12    | + 8:55,8   | 4      |
| 5   | 20 | Ferdinando Barbieri  | Privatnik          | Alfa Romeo Monza  | 12    | + 9:15,6   | 8      |
| 6   | 36 | Giuseppe Farina      | Scuderia Subalpina | Alfa Romeo Monza  | 12    | + 11:02,2  | 15     |
| 7   | 22 | Constantino Magistri | Privatnik          | Alfa Romeo 6C     | 12    | + 23:50,8  | 9      |
| 8   | 14 | Gino Cornaggia       | Privatnik          | Alfa Romeo Monza  | 11    | +1 krog    | 3      |
| 9   | 10 | Luigi Pages          | Privatnik          | Alfa Romeo Monza  | 11    | +1 krog    | 5      |
| Ods | 2  | Giovanni Minozzi     | Privatnik          | Alfa Romeo Monza  | 8     |            | 1      |
| Ods | 18 | Arnaldo Sciutti      | Scuderia Siena     | Alfa Romeo Monza  | 8     |            | 7      |
| Ods | 4  | Giuseppe Tuffanelli  | Scuderia Siena     | Maserati 8CM      | 7     |            | 2      |
| Ods | 34 | Renato Balestrero    | Gruppo San Giorgio | Alfa Romeo Monza  | 4     |            | 14     |
| Ods | 38 | Roberto della Chiesa | Scuderia Subalpina | Alfa Romeo Monza  | 4     |            | 16     |
| Ods | 28 | Catullo Lami         | Privatnik          | Bugatti T51       | 3     |            | 12     |
| Ods | 26 | Giacomo Palmieri     | Privatnik          | Bugatti T51       | 3     |            | 11     |
| Ods | 24 | Secondo Corsi        | Gruppo San Giorgio | Maserati 26M      | 3     |            | 10     |
| Ods | 40 | Giordano Aldrighetti | Scuderia Ferrari   | Alfa Romeo Monza  | 2     |            | 17     |
| Ods | 32 | Renato Danese        | Privatnik          | Alfa Romeo Monza  | 0     |            | 13     |
| DNS | 6  | Luigi Premoli        | Privatnik          | Maserati          |       |            |        |
| DNS | 8  | Fernando Righetti    | Privatnik          | Maserati          |       |            |        |
| DNS | 30 | Mario Minucci        | Privatnik          | Bugatti           |       |            |        |
| DNA |    | Luigi Fagioli        | Daimler-Benz AG    | Mercedes-Benz W25 |       |            |        |